# ラスマライ

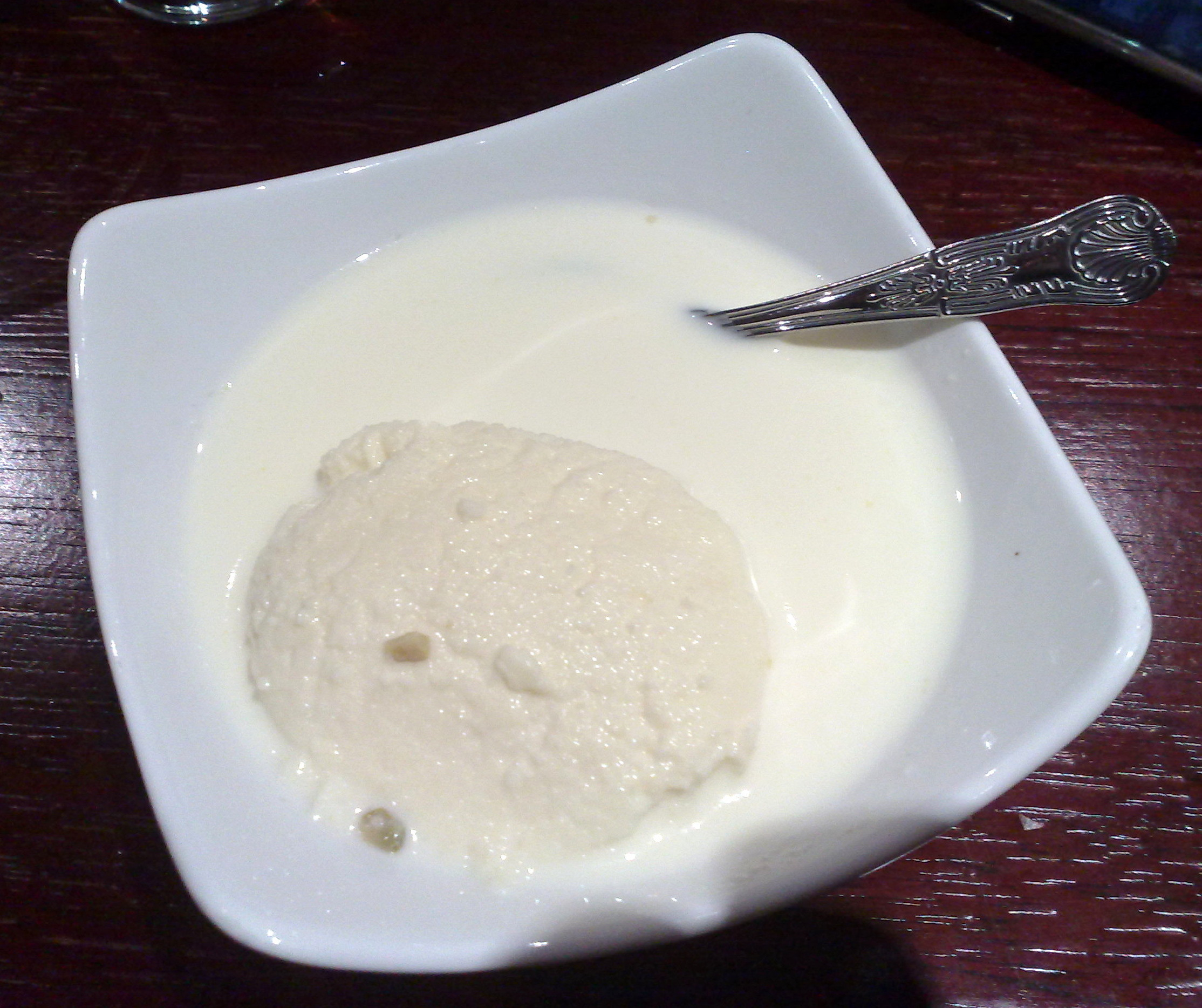
ラスマライ

ラスマライ(英語: Ras Malai;ヒンディー語: रस मलाई ラスマラーイー; ウルドゥー語: رس ملائی ラス・マラーイー; ベンガル語: রস মালাই)は、インドに起源を持つ、食後に食べられる甘いデザートである。
ヒンディ語で、「ラス」は「ジューシーな」、「マライ」は「クリーム」を意味する。

## 製法
ラスマライは、砂糖の入った白色、クリーム色、黄色のパニールをカルダモンで風味付けしたマライ（クロテッドクリーム）に浸したものから作られる。
家庭で作るラスマライは、粉ミルクを中力粉、ベーキングパウダー、油で作る。ドウを形成するようにこね、ボール状に成形し、沸騰したミルククリームの中に浸す。

## 起源
ラスマライは、ベンガル地方に起源を持つ。インド及びバングラデシュで最も有名なデザートの1つであり、類似のデザートであるラスグッラから派生したと考えられている。